# Agustín de Horozco
Agustín de Horozco (Escalona, c. 1550 - c. 1620), historiador español.

## Biografía
Escritor español. Nacido en Escalona (Toledo), estuvo al servicio de Diego Hurtado de Mendoza hasta su muerte en 1575. Entonces viajó a Cádiz y desde 1578 vivió allí como almojarife de su aduana e historiador de la ciudad. Ejerció esta última ocupación entre 1590 y 1598, redactando dos obras importantes: Documentos inéditos para la Historia de Cádiz y, sobre todo, la Historia de la ciudad de Cádiz. Concluyó la segunda en 1598, pero quedó inédita hasta que pasó a manos del bibliógrafo decimonónico Bartolomé José Gallardo; este lo cedió al Ayuntamiento de Cádiz, quien lo publicó (Cádiz: Imprenta de don Manuel Bosch, 1845). La edición se acompaña de un extenso apéndice numismático compuesto por Joaquín Rubio y Muñoz a mediados del siglo XIX, "Medallas antiguas de Cádiz", con 5 láminas calcográficas a doble página. Pero lo más conocido de su obra es el Discurso historial de la presa que del puerto de la Mámora hizo la armada real de España, año de 1614 (1615) sobre la toma de La Mamora en 1614. También compuso las vidas de los santos mártires Servando y Germán, benefactores de la ciudad de Cádiz.

## Obras
- Documentos inéditos para la Historia de Cádiz, Imp. Salvador Repeto, 1929.
- Historia de la ciudad de Cádiz Cádiz: Imprenta de don Manuel Bosch, 1845. Hay ed. moderna de Arturo Morgado García, 2001.
- Discurso historial de la presa que del puerto de la Mámora hizo la armada real de España, año de 1614 (1615; reimpreso en 1855 en la Biblioteca de Autores Españoles).
- Historia de la vida de los santos Servando y Germán, patronos de Cádiz (Cádiz, 1619) y "reimpresa por acuerdo del Excmo. Ayuntamiento Constitucional de la dicha ciudad", Madrid: Manuel Rivadeneira, 1856.